# Sanktuarium Matki Bożej Bolesnej Misericordia Domini w Sulisławicach
Sanktuarium Matki Bożej Bolesnej Misericordia Domini, kościół Narodzenia Najświętszej Marii Panny w Sulisławicach – rzymskokatolickie sanktuarium maryjne diecezji sandomierskiej, będące siedzibą parafii pw. Narodzenia NMP w dekanacie Koprzywnica.
Sanktuarium, pozostające pod opieką księży zmartwychwstańców, jest miejscem lokalnych pielgrzymek (m.in.: z Połańca, Staszowa, Tarnobrzega) oraz leży na odnodze Małopolskiej Drogi św. Jakuba (odcinek z Tarnobrzega do Rybnicy).

## Historia
Kościół wybudowano w XIX wieku (1871–1888) tuż obok starego kościoła z XII/XIII wieku. Oba kościoły wraz z dzwonnicą tworzą zabytkowy kompleks budynków sakralnych otoczony murowanym ogrodzeniem, do którego przylega, również zabytkowy, cmentarz parafialny. 
Obecna świątynia zbudowana jest w stylu angielskiego neogotyku. W główny ołtarz wykonany z piaskowca wkomponowano cudowny obraz Matki Bożej Bolesnej - Misericordia Domini, pochodzący z ok. 1450 r. Dwa witraże w prezbiterium pochodzą z 1912 r.

## Galeria

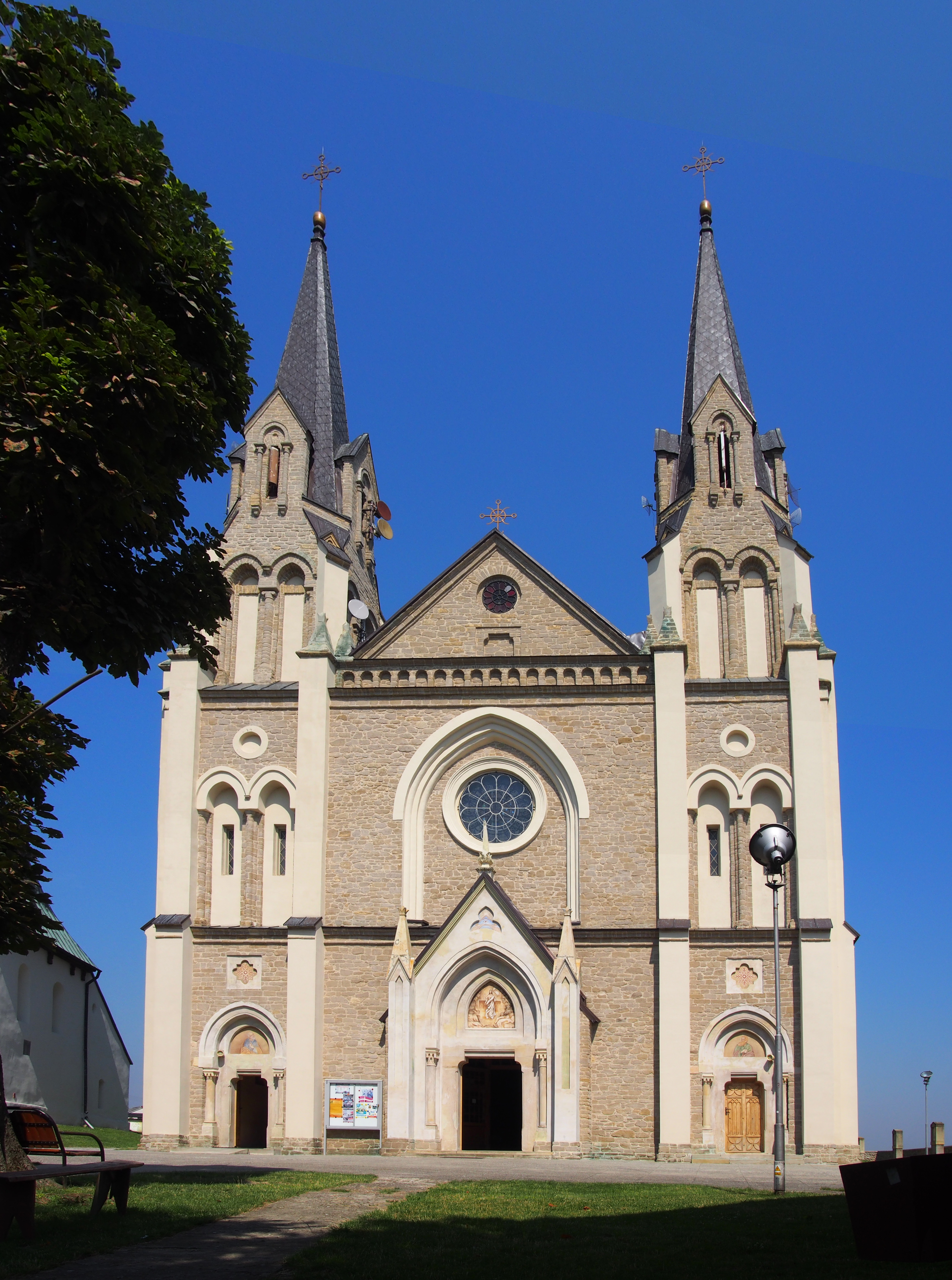
Wejście główne
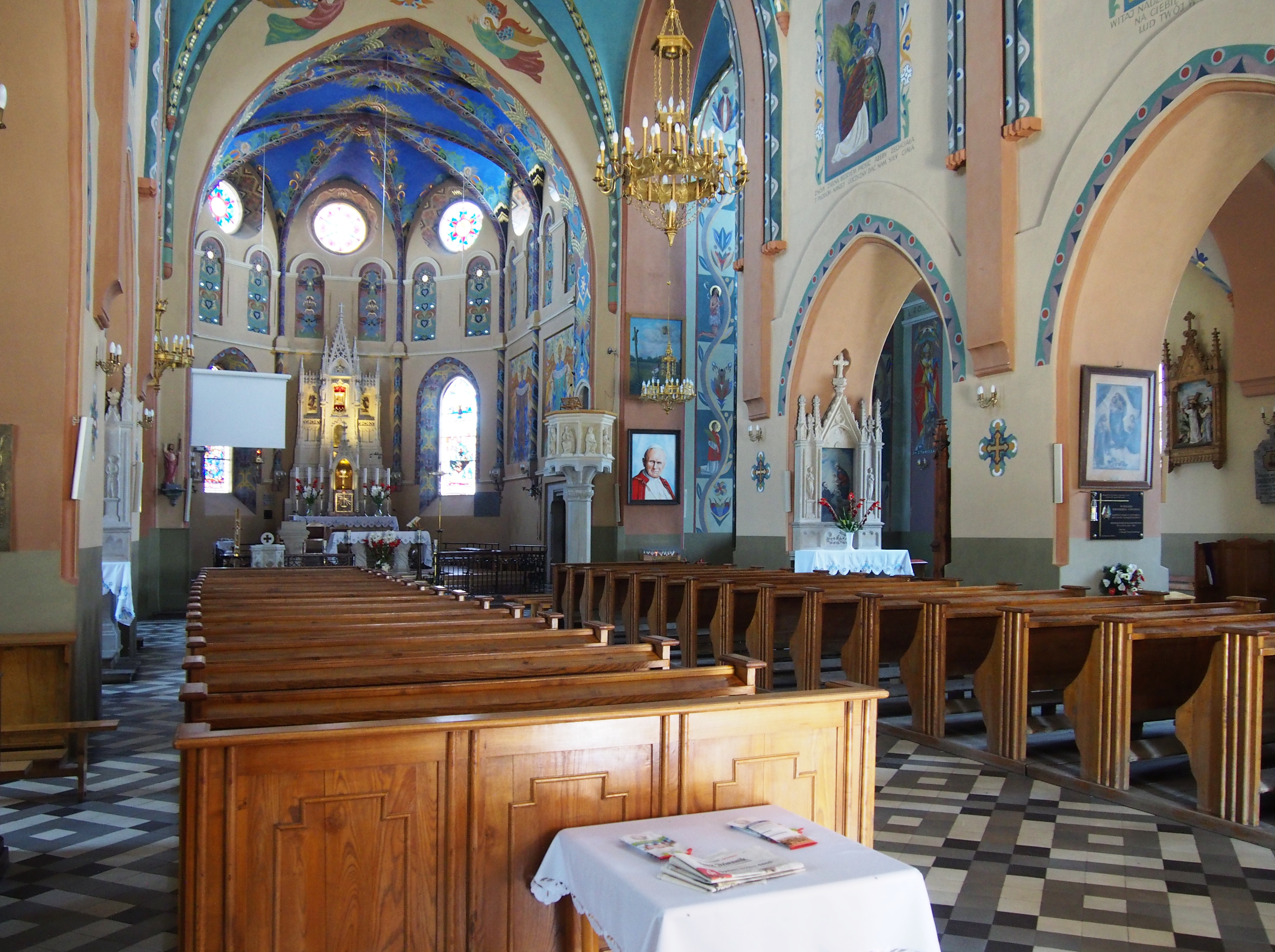
Wnętrze kościoła
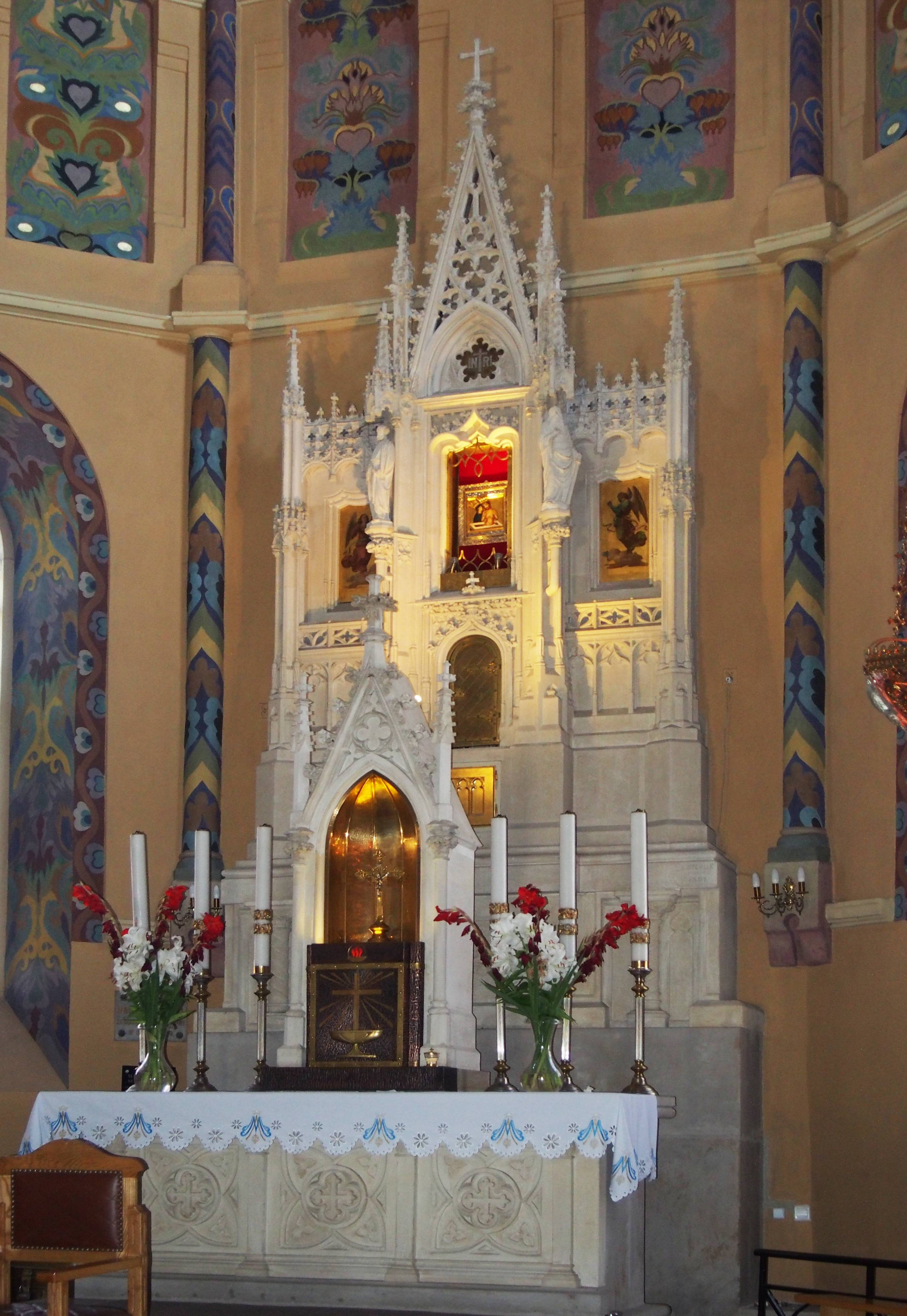
Ołtarz główny z obrazem Matki Bożej Bolesnej
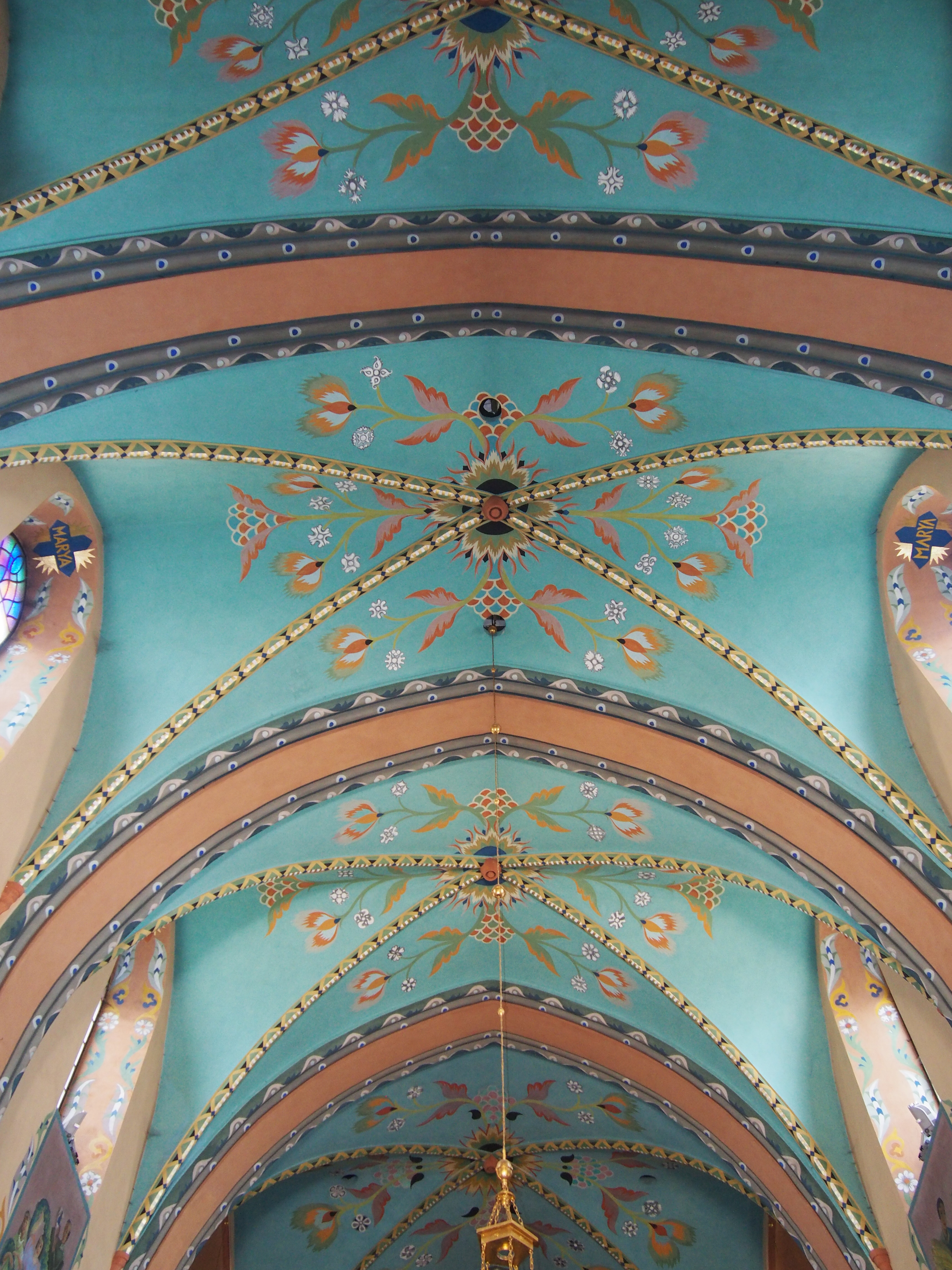
Sklepienie nawy głównej
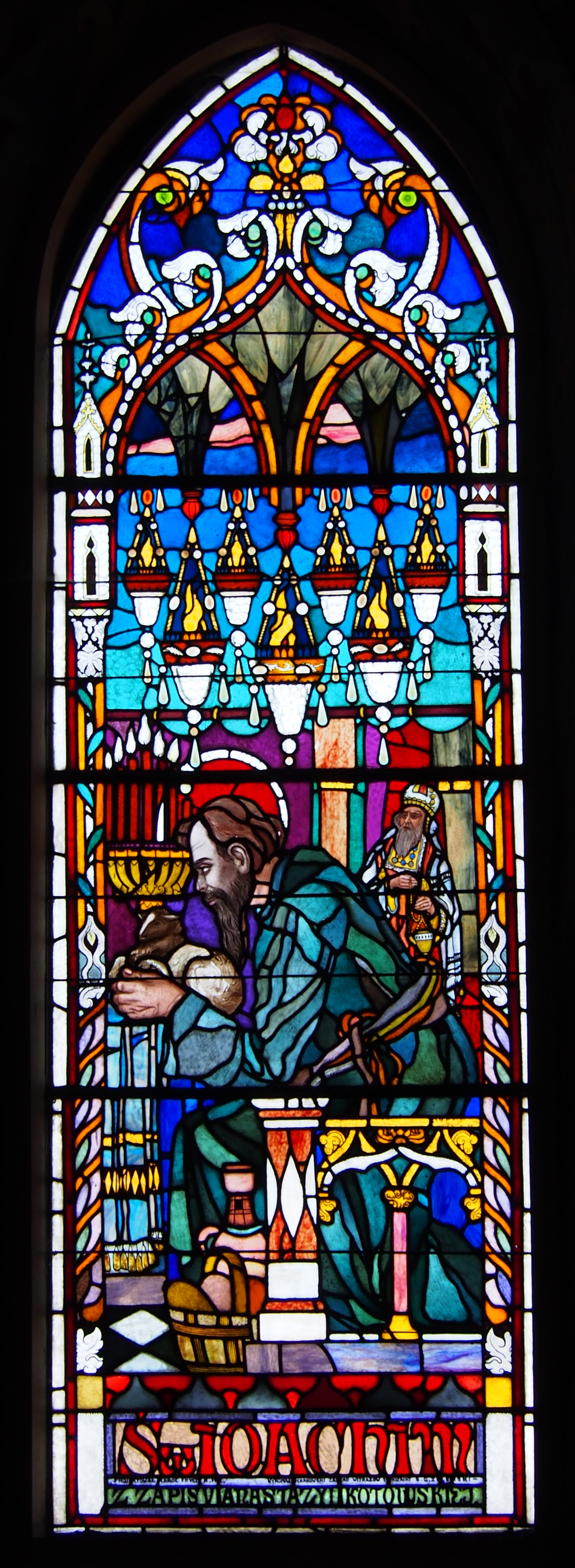
Witraż, św. Joachim